# Mariä Himmelfahrt (Ranoldsberg)

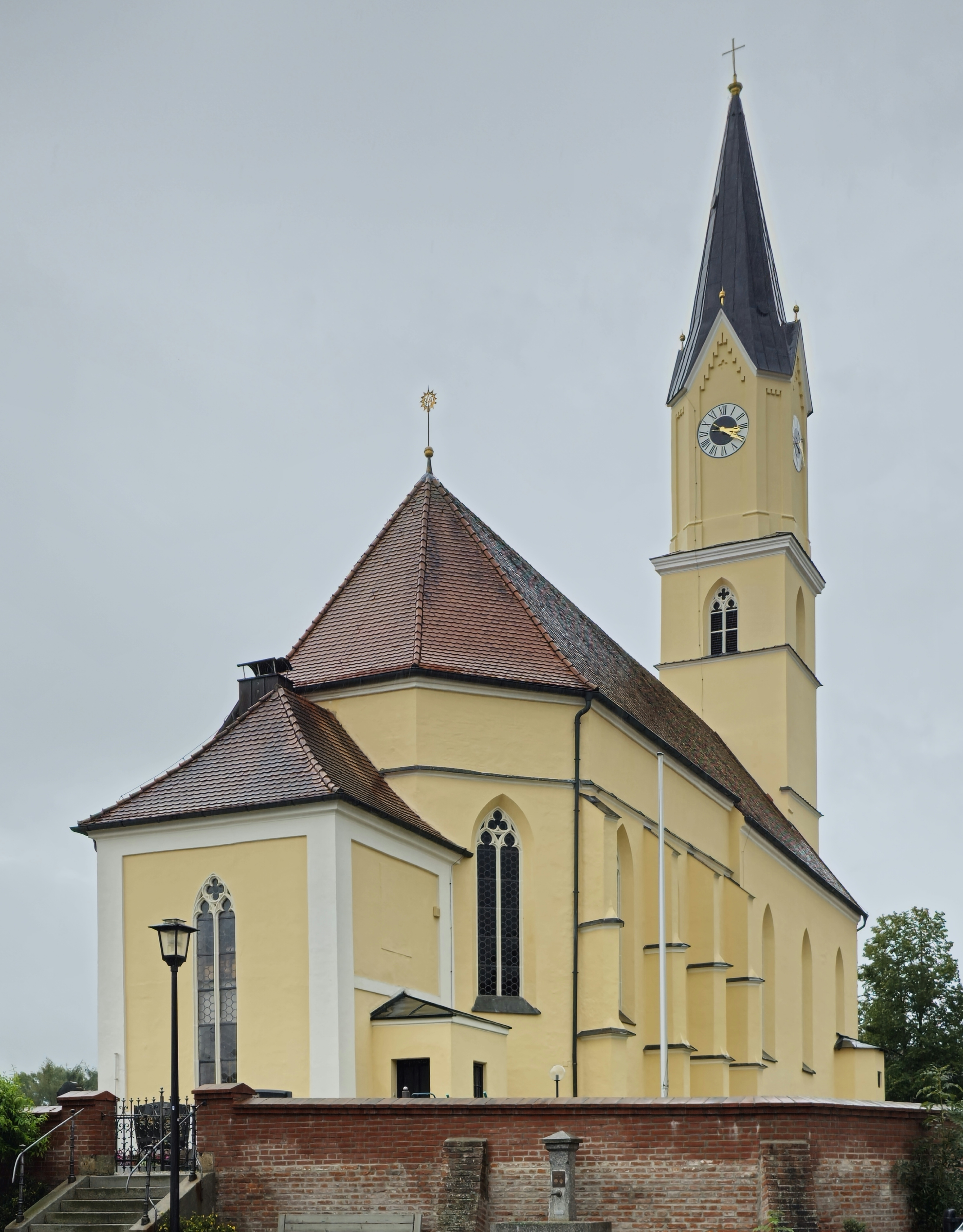
Mariä Himmelfahrt (Ranoldsberg), Blick von Südwesten

Die römisch-katholische Pfarr- und ehemalige Wallfahrtskirche Mariä Himmelfahrt steht in Ranoldsberg, einem Gemeindeteil der Marktgemeinde Buchbach im oberbayerischen Landkreis Mühldorf am Inn. Das Bauwerk ist beim Bayerischen Landesamt für Denkmalpflege in der Liste der Baudenkmäler in Buchbach als Baudenkmal unter der Nr. D-1-83-114-29 eingetragen. Die Kirche gehört zum Dekanat Mühldorf am Inn im Erzbistum München und Freising.

## Wallfahrts-/Pfarr- und Baugeschichte

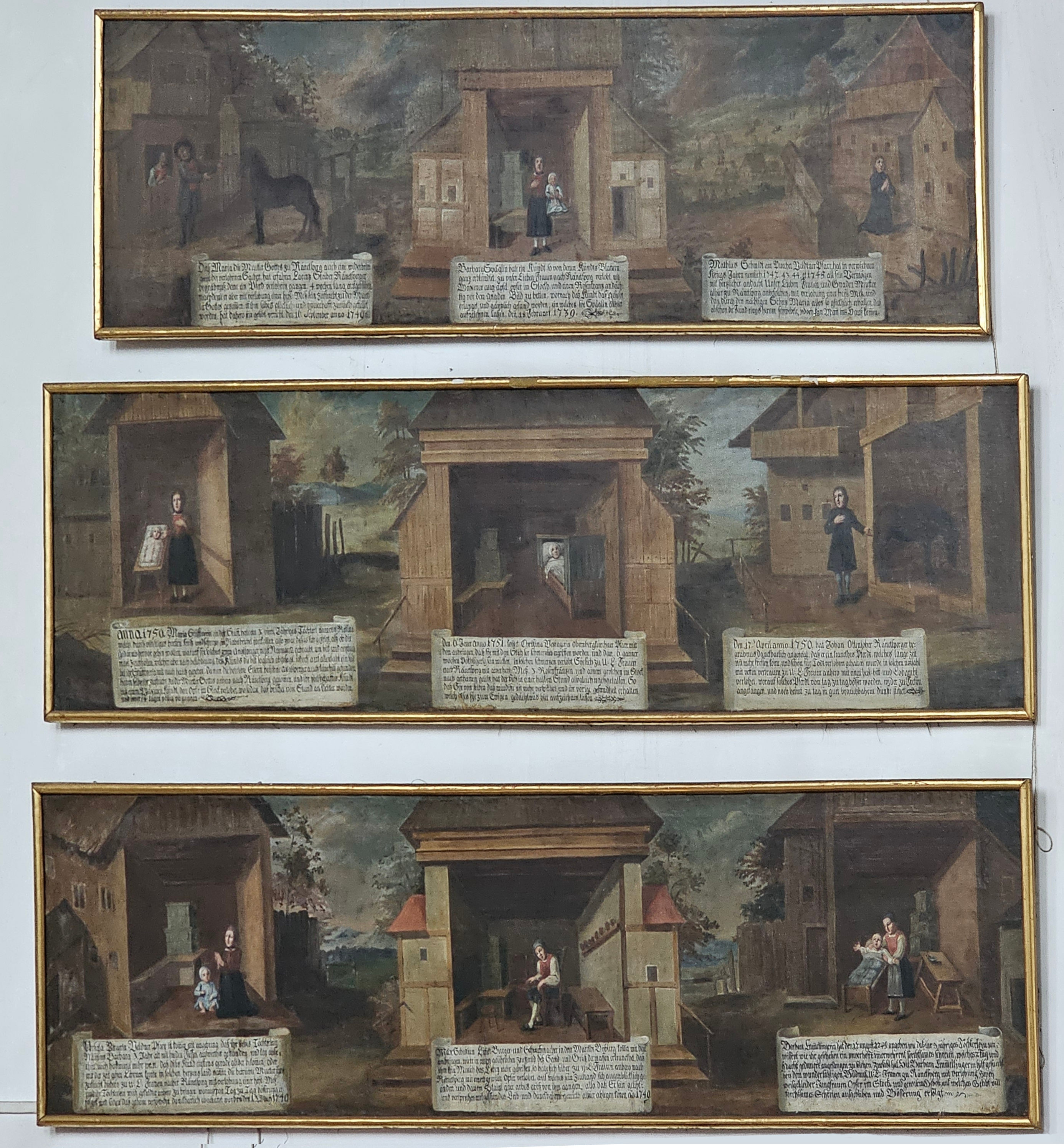
Mirakelbilder zu Gebetserhörungen

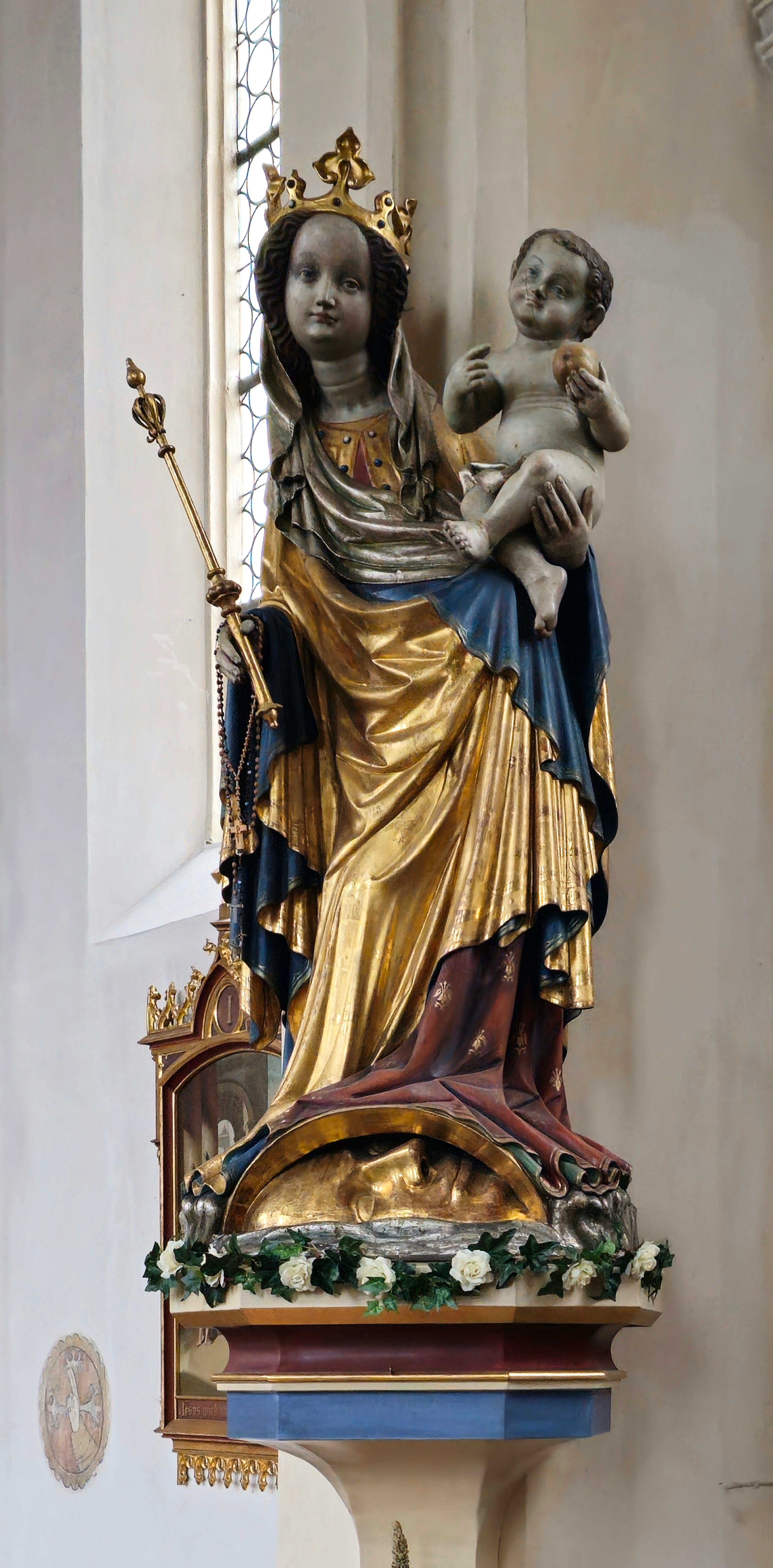
Das Ranoldsberger Gnadenbild, die Schöne Madonna

### Wallfahrtsgeschichte

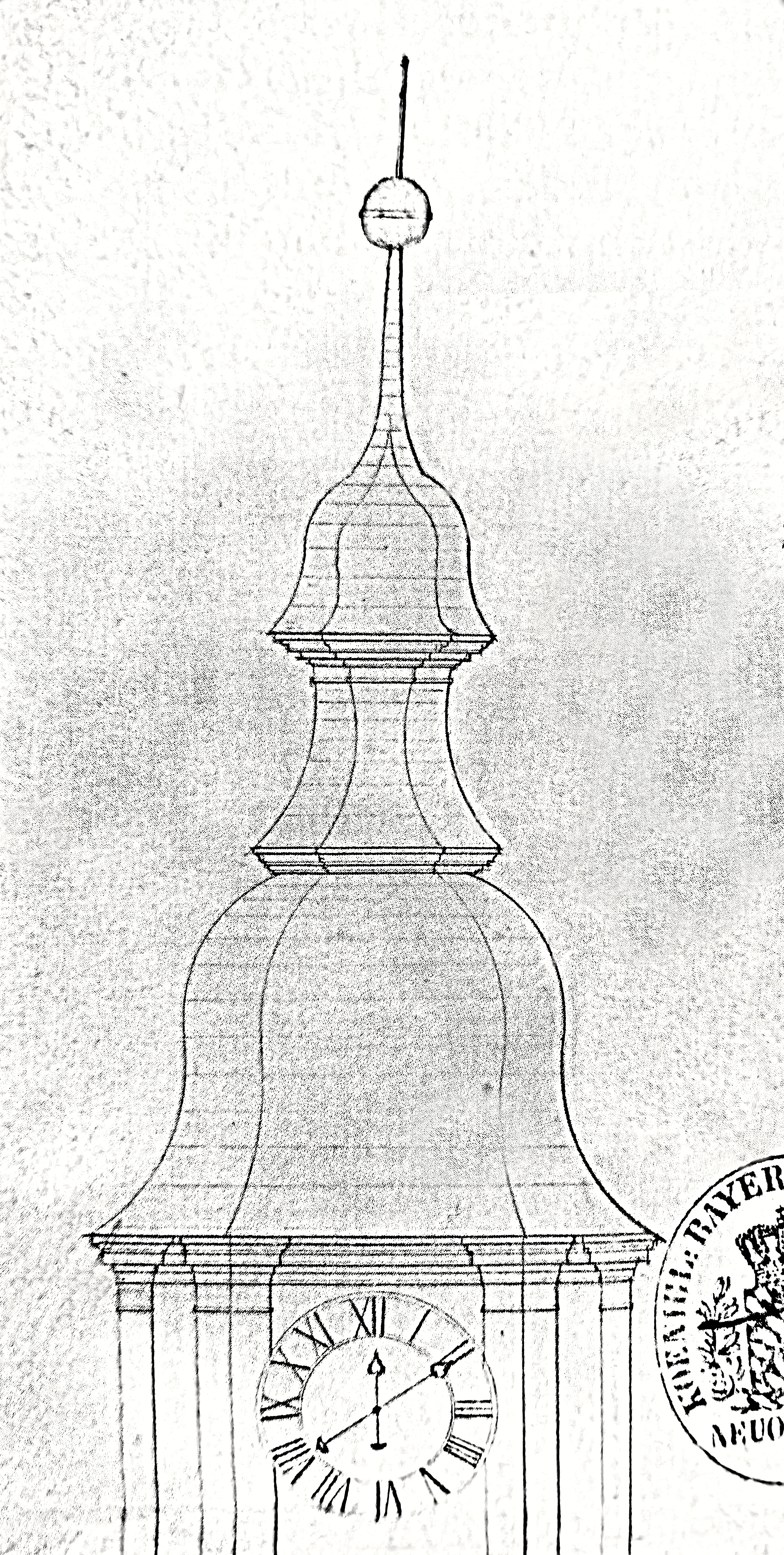
Planskizze (1863) vom barocken Zwiebelturm

Erste Anzeichen einer Wallfahrt Zu unserer lieben Frau zu Ranoldsberg gab es in der Zeit um 1400. Für die Jahre 1383 und 1393 gab es urkundlich belegte Gütererwerbungen der Ranoldsberger Kirche, die indirekt auf gute Einnahmen aus der Marienverehrung durch Wallfahrer hinweisen. Seit 1438 ist eine Allerseelenbruderschaft bezeugt. Im 15. Jahrhundert wurde die um 1420 angefertigte fast lebensgroße Schöne Madonna in der Kirche aufgestellt, die einen Aufschwung der Wallfahrerzahlen erzeugt haben könnte. Die Stefanskirchener Pfarrgemeinde, zu der Ranoldsberg gehörte, forderte 1480 einen eigenen Kaplan für die Wallfahrtskirche.
1507 wurde der spätgotische Nachfolgebau geweiht, der dem angewachsenen Strom von Wallfahrern mehr Platz bot.
Für die seelsorgerische Betreuung der Wallfahrer sorgten nun die Augustiner-Chorherren vom Kloster Gars (die Pfarrei Stefanskirchen war dem Kloster inkorporiert). Eine besondere Förderung erfuhr die Wallfahrtsseelsorge 1710 durch die Mändlsche Stiftung von Benefizien. Bis zu drei Chorherren hielten regelmäßig die Messen aufgrund von Messstiftungen und die zahlreichen Gottesdienste für die Wallfahrer. Im Mirakelbuch der Kirche sind 38 Gebetserhörungen zwischen 1768 und 1789 verzeichnet.
Im Jahr 1803 wurde durch die Säkularisation die Wallfahrt aufgehoben, und Wallfahrtsprozessionen nach Ranoldsberg fanden nur noch unregelmäßig statt. Bis 1864 kamen jedoch weiterhin jährlich am Pfingstsamstag jeweils etwa 40 bis 50 Wallfahrer aus Budweis in Böhmen. Sie kamen über Passau, Pfarrkirchen und Neumarkt-Sankt Veit nach Ranoldsberg und zogen weiter nach Dorfen und Altötting und von dort mit der Innschifffahrt zurück in ihre Heimat.

### Pfarrgeschichte
Die jahrhundertealte Filiale Ranoldsberg, die ursprünglich zu Stefanskirchen und somit zum ehemaligen Augustiner-Chorherrenstift Gars gehörte, wurde am 5. März 1806 zur Pfarrei erhoben und der Erzdiözese München zugeordnet. Damit waren die Bande, die Ranoldsberg durch viele Jahrhunderte an Gars und Salzburg gebunden hatten, gelöst. Die neu errichtete Pfarrei gehörte fortan zur Erzdiözese München. H. Konrad Röhrl wurde erster Pfarrer. Zur Pfarrei gehörten zu Beginn folgende 45 Ortschaften, Weiler und Einöden:

Adlding, Aichmairing, Dötzkirchen, Eiching, Engolding, Erlach,  Faltern, Fischbach, Greilhub, Haag, Haaram, Haimpolding, Hinterholzen, Hohending, Höpfing, Hubloh, Iglberg,  Kiening, Kienrading,  Lehrhub, Loiperding, Niederhub, Oberhub, Odering, Öd, Ottenloh, Peizing, Plessenberg, Praßl, Rainthal, Ranetsham, Ranoldsberg, Rundbuch, Sicking, Stadelhub, Sterneck, Walperting/Walpolding, Weibering, Wiesmairing und Witzling. 1814 feierte der in Ranoldsberg geborene Priester Georg Sickinger seine Primiz. Priminzprediger war damals der spätere Bischof von Regensburg und Erzieher König Ludwigs I., Johann Michael Sailer. 1834 kam es zu einem Einbruch in die Sakristei, bei dem 2000 Gulden aus dem Kuppelfonds gestohlen wurden. Von 1850 bis 1875 wirkte Pfarrer Ignaz Reiter in Ranoldsberg und führte eine detaillierte Chronik. Im letzten Viertel des 19. Jahrhunderts kamen aus den umliegenden Pfarreien die Orte Erlham (seit 1887), Hollroth (seit 1887), Kainrading/Konrading (seit 1876), Lanzing (seit 1887) und Oberwalding (seit 1887) hinzu. Seit 1979 ist die Pfarrei aufgrund des Priestermangels nicht mehr selbständig und gehört mit den Pfarreien und Kuratien St. Jakobus der Ältere (Buchbach), St. Nikolaus (Grüntegernbach) und Mariä Himmelfahrt (Walkersaich) zum Pfarrverband Buchbach.

### Baugeschichte

Innenraum mit Blick zum Chor

Langhausgewölbe

Die erste Kirche von Ranoldsberg wurde wohl Ende des 13. Jahrhunderts erbaut. In päpstlichen und erzbischöflichen Dokumenten, die ausführlich von der Vereinigung der Pfarrei Stephanskirchen, zu der Ranoldsberg damals gehörte, mit dem Kloster Gars berichten, wird noch keine Kirche in Ranoldsberg erwähnt. Es ist aber anzunehmen, dass schon Anfang des 12. Jahrhunderts hier eine Kapelle zu Ehren Unserer lieben Frau bestanden hat. Eine Wallfahrtskirche wird 1383 zum ersten Mal urkundlich erwähnt. Der heutige spätgotische Nachfolgebau, um die steigende Wallfahrerzahl aufnehmen zu können,  entstand um 1470 bis um 1500. Die Weihe des Gotteshauses fand im Jahr 1507 statt. Nach dem Brand des oberen Turmbereichs wurde anstatt der Spitze eine zeitgereichte Doppelzwiebel dem Turm-Oktogon aufgesetzt. Die Barockisierung des Innenraums begann 1723, das Kirchengewölbe wurde dabei mit Stuck und Deckengemälde verziert. Die Fresken wurden von dem Münchner Hofkünstler Johann Degler ausgeführt. Der spätbarocke Hochaltar, in dem nun das Gnadenbild seinen Platz fand, wies sechs Säulen auf. Die Schöne Madonna wurde mit Himmelskönigin-Insignien bestückt und bekleidet.
1867 wurde das Gnadenbild in seiner ursprünglichen Form wiederhergestellt. In diesem Jahr wurde auch die Turmkuppel abgetragen und durch die jetzige Turmspitze ersetzt. Ab 1875 leitete Pfarrer August Raab eine umfassende neugotische Renovierung der Kirche ein, die 1883 vollendet wurde. Dabei wurden die aus der barocken Umgestaltungsphase stammenden Laubengänge abgebrochen und das Gnadenbild auf die Giebelfront des neuen Altars versetzt. Der neue Hochaltar kostete 25.000 Mark und hatte die Form eines Ziboriumaltars. Am 31. Mai 1885 konsekrierte Erzbischof Anton von Steichele den neuen Hochaltar. Zur Erinnerung an diesen Tag wurde eine Linde, genannt „Antoniuslinde“, gepflanzt.
Von 1965 bis 1968 erfolgte eine umfassende Renovierung im modernen Stil, bei der neugotische Elemente entfernt wurden. Sämtliche neugotischen Fenster wurden durch Butzenscheiben mit Antikglas ersetzt. Seitenaltäre, Kanzel und die barocke Kommunionbank wurden ebenfalls entfernt.
Eine weitere Innenrenovierung fand von 1979 bis 1981 statt. Dabei wurde der Hochaltar wiederhergestellt, und das Gnadenbild erhielt einen neuen Platz neben dem Volksaltar unter einem eigens entworfenen Baldachin. Diese Neupositionierung brachte das Gnadenbild wieder näher zu den Gläubigen. Seit ein paar Jahren hat die Schöne Madonna erneut den Platz gewechselt und hat wohl nun ihren endgültigen Standort auf etwa 3 m Höhe rechts am Chorbogen an der Ecke zum Chor gefunden.
Der Hochaltar wurde auf die ursprüngliche Fassung (Eichenmaserierung) zurückgeführt und die Mirakelbilder wurden im Altarraum konzentriert.

## Architektur
Die ehemalige Wallfahrtskirche ist ein stattlicher, das Dorf weit überragender Sakralbau. Die Kirche besteht aus einem dreijochigen Langhaus und einem minimal eingezogenen dreijochigen Chor mit Dreiachtelschluss. Die beiden Raumteile sind nahezu gleich lang. Östlich am Chor ist die zweigeschoßige Sakristei angebaut. Der weithin sichtbare Kirchturm (mit einem achteckigen Turmhelm mit Zwerchgiebeln), aufgrund der Höhenlage des Ortes, schließt sich dem Langhaus im Westen an.
Die Kirche weist folgende architektonische Dimensionen auf: Der Kirchturm erreicht eine Höhe von 53 Metern. Das Kirchenschiff erstreckt sich über eine Länge von 31 Metern, wobei die Gesamtlänge der Kirche einschließlich Sakristei und Glockenhaus 41 Meter beträgt. Die Höhe des Kirchenschiffes misst 18,50 Meter, während die Höhe bis zum Gewölbe 12 Meter beträgt. In der Breite erstreckt sich das Gotteshaus über 11,5 Meter.

Der neugotische Zimboriums-Hochaltar

Langhaus und Chor besitzen im Innern ein Stichkappengewölbe mit rekonstruierten Rippen im neugotischen Stil. Der Chorbogen ragt seitlich jeweils etwa 1,5 m in den Raum hinein und minimal von der Decke nach unten. Die Empore im westlichen Langhausjoch ruht auf zwei Säulen und weist neugotisches Maßwerk auf.

## Ausstattung
Der Hochaltar ist ein seltenes Beispiel eines neugotischen Ziboriumsaltars. Am Antependium sind in Flachreliefs biblische Szenen und oberhalb der Tabernakelzone Das letzte Abendmahl als Hochrelief dargestellt. In den drei Auszugsfialen befinden sich die zeitgleichen Statuen der Heiligen Joachim, der Kirchenpatronin Maria als Herz-Maria mit Immaculata-Gestus und Anna.
An den Chorseiten sind weiter sehenswert die reich verzierten Chorgestühle mit jeweils zwei aufgemahlten biblische Szenen, eine spätgotische Leonhardsfigur sowie die beiden barocken Statuen des hl. Sebastian und einer Verkündigungsmaria. Die restlichen Heiligenfiguren im Chor sind neugotisch oder stammen aus der 1. Hälfte des 20. Jahrhunderts. Für die Wallfahrtsgeschichte bedeutend sind die auf beiden Seiten in jeweils drei Reihen angebrachten Matrikelbilder mit jeweils drei Gebetserhörungen. Der reichverzierte Taufstein stammt aus der neugotischen Umgestaltungsphase.
Das bedeutendste Ausstattungsstück befindet sich rechts unterhalb des Chorbogenkreuzes, das Gnadenbild, eine fast lebensgroße Marienstatue um 1420/35 im Weichen Stil als sogenannte Schöne Madonna vom salzburgischen Meister von Seeon angefertigt. In St. Mariä Himmelfahrt (Pürten) steht eine Schwestermadonna.
Vom Chorbogen-Scheitel hängt das barocke Triumphbogenkreuz, das sich ursprünglich in der ehemals südlich angebauten Allerseelenkapelle befand. An der südlichen Langhauswand vor der Empore ist ein barockes Schutzmantelmadonnagemälde (140 × 225 cm groß) aus der Mitte des 17. Jahrhunderts angebracht. Die sehenswerten neugotischen Kreuzwegbilder von 1872 wurden von Heinrich Dagn angefertigt.

Linke Chorseite
Rechte Chorseite

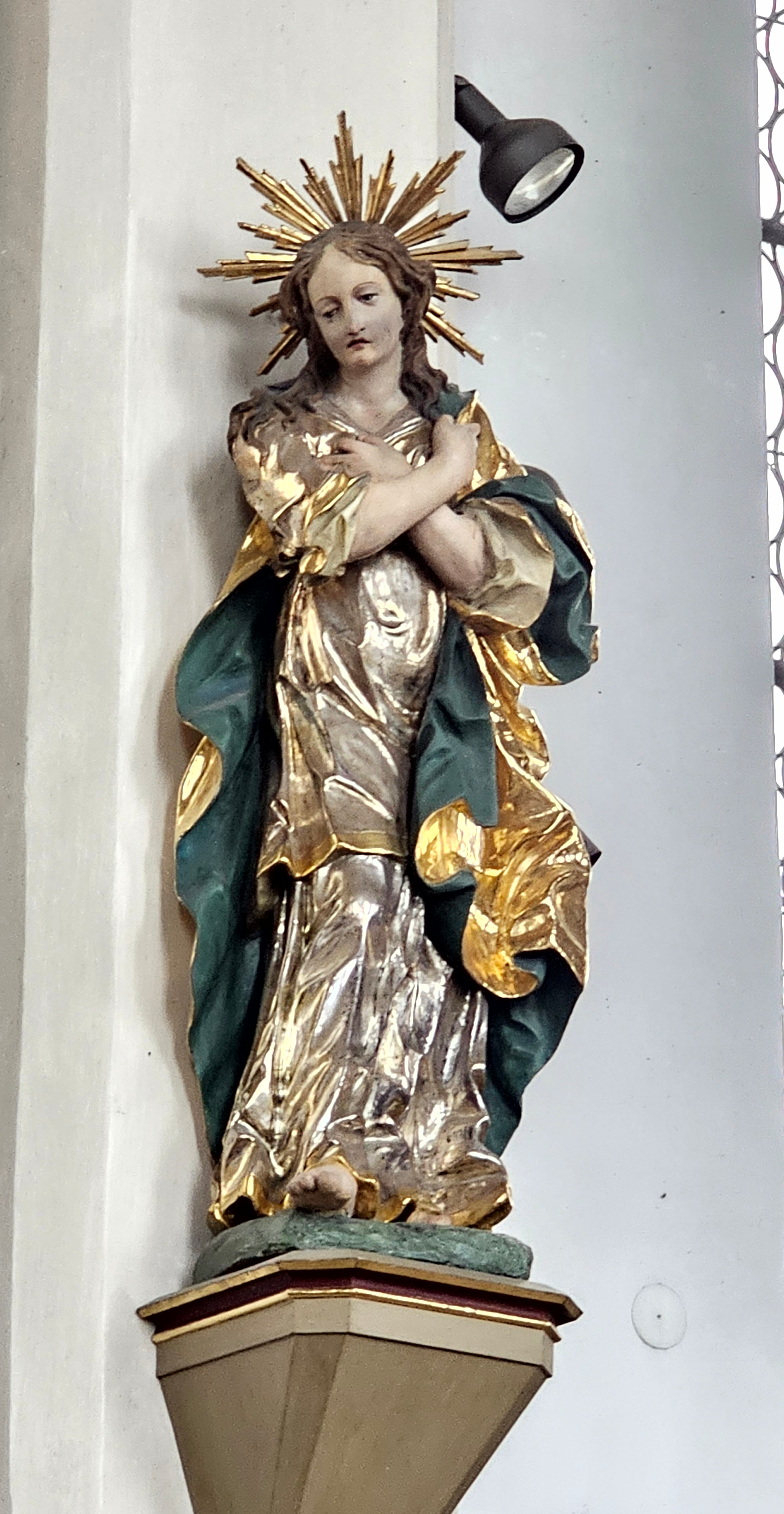
Maria Immaculata
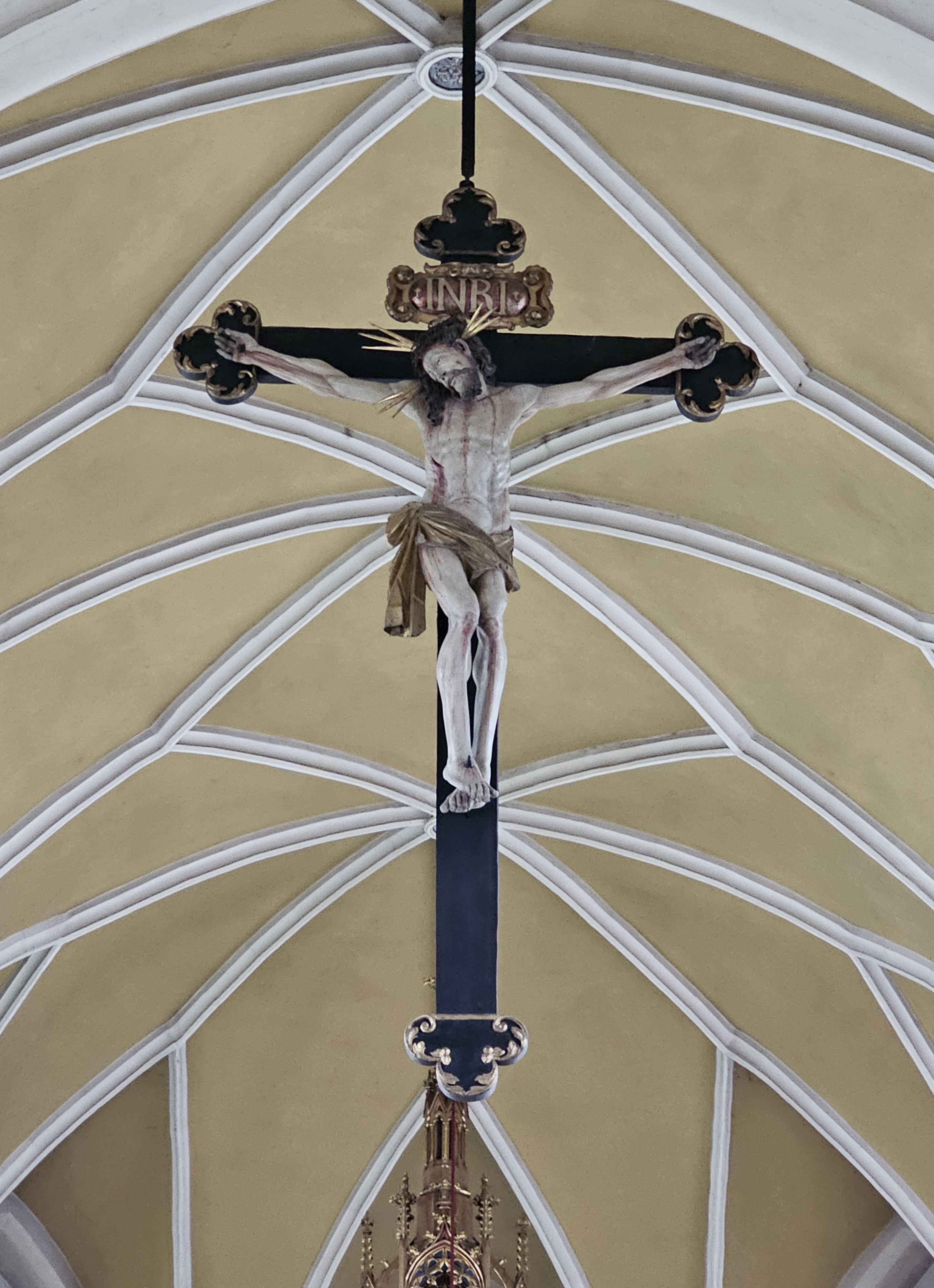
Chorbogenkreuz
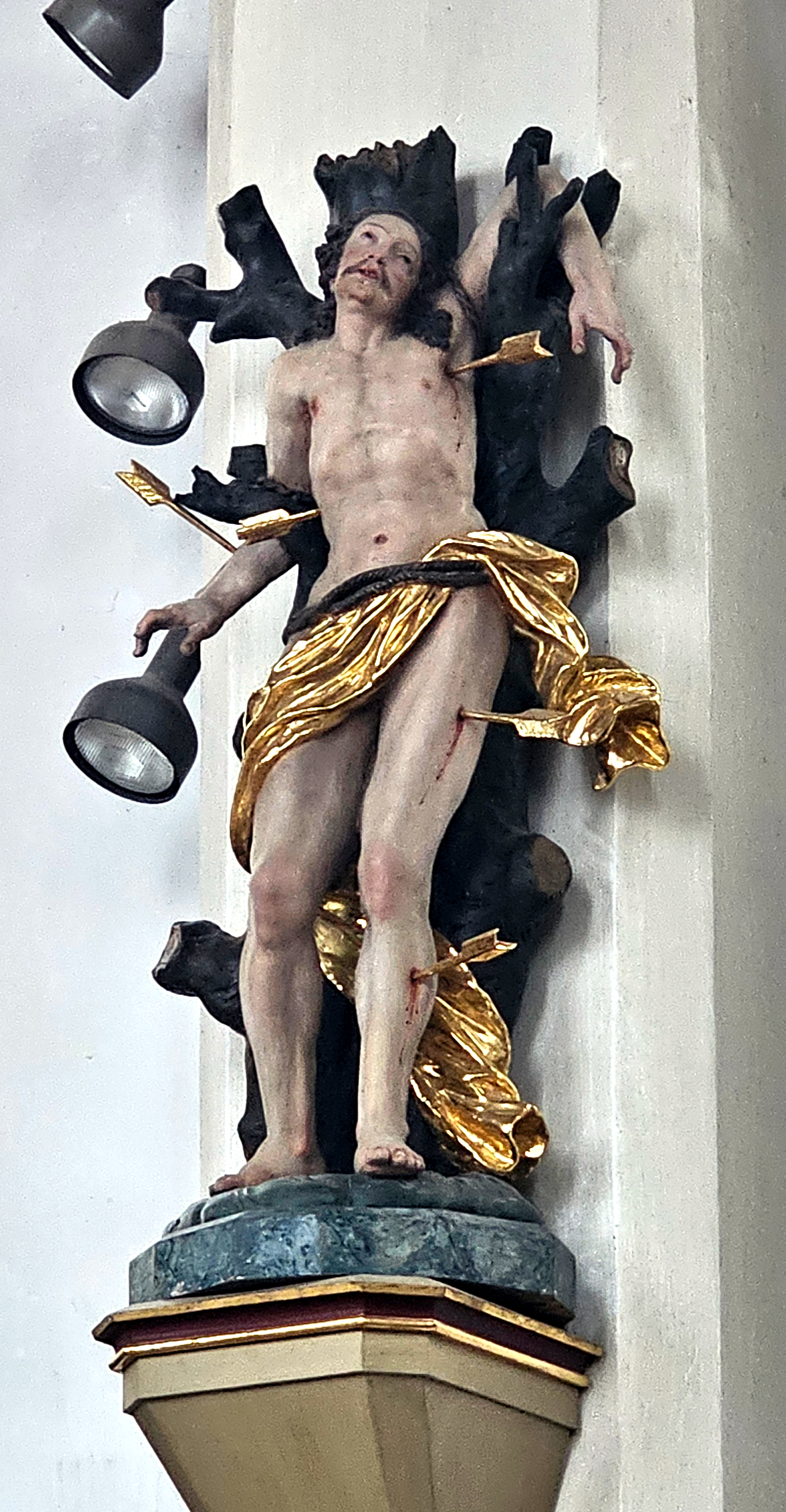
Hl. Sebastian

## Orgel

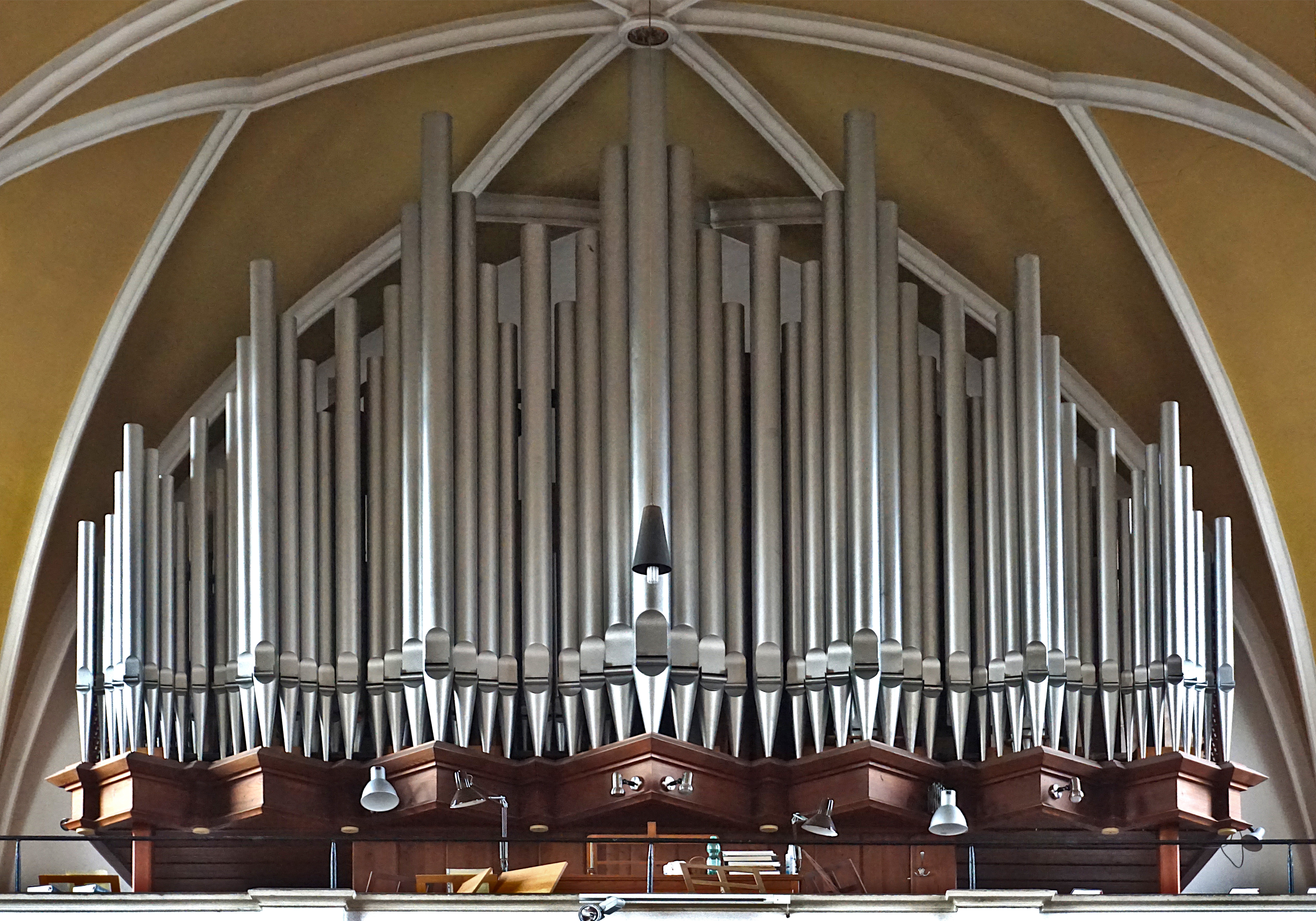
Die Wastlhuber-Orgel

Nach Vorgängerinstrumenten von Franz Mitterreither aus Landshut (1739) und Franz Borgias Maerz (1883) erbaute Ludwig Wastlhuber 1953 eine neue Orgel mit 21 Registern auf zwei Manualen und Pedal. Das Instrument mit einem Freipfeifenprospekt verfügt über Kegelladen mit pneumatischer Spiel- und Registertraktur und über einen freistehenden Spieltisch.
Die Disposition lautet:
| I Hauptwerk C–g3 |       |
| Bourdon          | 16′   |
| Principal        | 8′    |
| Gedeckt          | 8′    |
| Salicional       | 8′    |
| Octav            | 4′    |
| Rohrflöte        | 4′    |
| Superoctav       | 2′    |
| Mixtur V         | 1 ⁄3′ |

| II Schwellwerk C–g3 |       |
| Hohlflöte           | 8′    |
| Zartgambe           | 8′    |
| Ital. Principal     | 4′    |
| Gemshorn            | 4′    |
| Sesquialter         | 2 ⁄3′ |
| Nachthorn           | 2′    |
| Cimbel III          | 1′    |
| Oboe                | 8′    |

| Pedal C–f1    |     |
| Principalbass | 16′ |
| Subbass       | 16′ |
| Zartbass      | 16′ |
| Octavbass     | 8′  |
| Flötenbass    | 4′  |

- Koppeln: II/I, I/P, II/P
- Spielhilfen: 1 freie Kombination, Crescendo, Auslöser, Tutti, Zunge ab

## Mändl-Marmordenkmal

Mändl-Marmordenkmal

Das aus verschiedenfarbigem Marmor erstellte Denkmal erinnert an den großen Förderer der Wallfahrtskirche, den Freiherrn Leonhard Franz Simpert von Mändl (1661–1723, auch Maendl oder Mandl). Der Steeger Schlossherr wurde in der Ranoldsberger Kirche beerdigt. Er beschenkte die Kirche nicht nur mit den zwei Benefizien zur Verbesserung der Seelsorge, sondern auch mit mehreren kostbaren liturgischen Geräten und Gewändern. Es zeigt in der Mitte oben das Allianzwappen der Familie Mandl von Deutenhofen und links die Wappen der Familien Mandl von Deutenhofen, Strobl, Kafer/Käfer und Ruepp sowie rechts der Familien Leonrod, Riedheim, Hundt zu Lautterbach und Breitenbach. Das Denkmal wurde noch vom Freiherrn selbst in Auftrag gegeben und sollte auch seiner Familie gewidmet werden. Sein Onkel, Freiherr Johann von Mändl, war der Hofkammerpräsident des Kurfürsten Maximilian von Bayern und erwarb 1649 das nahegelegene Schloss Steeg. Simpert von Mändl machte die Schlosskapelle zu einem Mittelpunkt der Marienverehrung. Mit Hilfe der Franziskaner und Kapuziner von St. Peter in München führte er 1712 die vom Papst genehmigte Bruderschaft der Marianischen Liebesversammlung ein. Mit seinem Tod fand die Bruderschaft 1723 ihr Ende.

## Glocken
Die drei größeren Glocken wurden in München gegossen. Sie sind Zeugnisse der barocken Zeit. Die große Glocke goss 1709 Johann Matthias Langenegger, die beiden mittleren goss 1613 Bartholomäus Wengle. Nur die kleine kam erst 1931 hinzu. Die Glocken wurden im Zweiten Weltkrieg zum Einschmelzen nach Hamburg transportiert, aber nicht eingeschmolzen. Sie kehrten nach dem Krieg zurück an ihren angestammten Platz, wo sie noch heute die vertrauten Glockentöne dis, fis, gis und h erklingen lassen:
- Glocke 1: Johann Matthias Langenegger, München 1709, Ton dis1, Durchmesser 120 cm, mit Reliefs des hl. Florian und hl. Michael
- Glocke 2: Bartholomäus Wengle, München 1613, Ton fis1
- Glocke 3: Bartholomäus Wengle, München 1613, Ton gis1
- Glocke 4: Josef Bachmairs Witwe, Erding 1931, Ton h1